# Unità a dischi Bernoulli

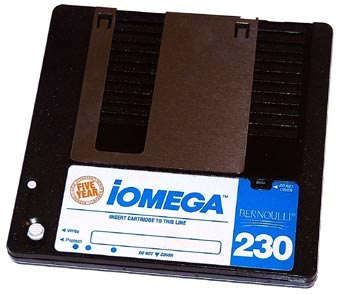
Dischi Bernoulli 230

L'unità a dischi Bernoulli è un tipo di memoria di massa basata su dischi removibili prodotta dalla Iomega nel 1982 che deve il suo nome allo scienziato che scoprì il principio della elevazione aerodinamica.

## Caratteristiche
Questa unità a dischi removibili si basava sul medesimo principio, possedeva un minor tempo di accesso e una maggiore capacità di archiviazione dati rispetto ai floppy disk. Il disco all'interno veniva infatti fatto ruotare ad una velocità di 3000 rpm ad una distanza dalla testina di lettura e scrittura di 1 µm.

## Storia
Il formato di dischi Bernoulli fu messo in commercio dalla Iomega Corporation nel 1982 ma non esiste più sul mercato da alcuni anni, essendo successivamente superato dai dischi Zip e Jaz che però non usano il principio della elevazione aerodinamica.